# Ligne Rikuu Ouest
La ligne Rikuu Ouest (陸羽西線, Rikuu-sai-sen) est une ligne ferroviaire exploitée par la East Japan Railway Company (JR East), dans la préfecture de Yamagata au Japon. Elle relie la gare de Shinjō à celle d'Amarume.

## Histoire
La ligne a été ouverte par étapes entre 1913 et 1914.
Les circulations sont suspendues depuis le 14 mai 2022 en raison de la construction d'un tunnel pour la route nationale 47 (Shinjō - Sakata). Des bus de remplacement ont été mis en place et la ligne doit rouvrir en 2024.

## Caractéristiques

### Ligne
- Longueur : 43,0 km
- Ecartement : 1 067 mm
- Nombre de voies : voie unique

### Tracé
|  |

### Services et interconnexion
La ligne est parcourue par des trains omnibus. À Amarume, les trains continuent sur la ligne principale Uetsu jusqu'à la gare de Sakata.

### Liste des gares

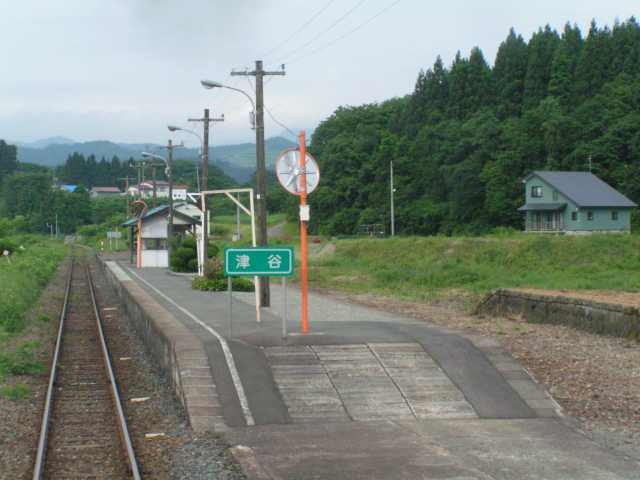
La ligne à Tsuya

| Gare          | Nom japonais | Distance depuis Shinjō (km) | Correspondances                              | Localisation |
| ------------- | ------------ | --------------------------- | -------------------------------------------- | ------------ |
| Shinjō        | 新庄         | 0                           | JR East : Yamagata Shinkansen, Rikuu Est, Ōu | Shinjō       |
| Masukata      | 升形         | 7,5                         |                                              | Shinjō       |
| Uzen-Zennami  | 羽前前波     | 10,6                        |                                              | Shinjō       |
| Tsuya (ja)    | 津谷         | 12,9                        |                                              | Tozawa       |
| Furukuchi     | 古口         | 17,0                        |                                              | Tozawa       |
| Takaya        | 高屋         | 24,8                        |                                              | Tozawa       |
| Kiyokawa      | 清川         | 31,1                        |                                              | Shōnai       |
| Karikawa      | 狩川         | 34,9                        |                                              | Shōnai       |
| Minamino (ja) | 南野         | 38,9                        |                                              | Shōnai       |
| Amarume       | 余目         | 43,0                        | JR East : Uetsu (interconnexion)             | Shōnai       |

## Matériel roulant
La ligne est parcourue par des autorails série KiHa 110.